# 早川清太郎
早川 清太郎（はやかわ せいたろう、1982年7月2日 - ）は福島県いわき市出身のオートレース選手。伊勢崎オートレース場所属。

## 選手データ
- プロフィール
  - 選手登録 2004年7月26日
  - 身長　168.3cm
  - 体重　54.4kg
  - 血液型　B型
  - 趣味　映画鑑賞

- 戦歴
  - 通算優勝回数:40回
  - グレードレース（SG,GI,GII）優勝回数:12回
  - 全国区レース優勝回数:1回（プレミアムカップ1回）
  - GI優勝回数:10回
  - GII優勝回数:2回

- 受賞歴
  - 優秀選手賞:2回
  - 第29期選手養成所　優秀賞

## 略歴
- 高校卒業後に上京、友人から観戦に誘われたのがきっかけでオートレースの存在を知る[1]。
- 2003年の募集選考に合格し、10ヶ月の養成所訓練を経た後、2004年にデビューした[1]。
- 2004年8月に開催されたデビュー戦で1着を記録している[1]。
- 2009年にGIIジュニア選手権（飯塚オートレース）で初優勝[1]。
- 2012年9月9日、伊勢崎オートレースのGIムーンライトチャンピオンカップ争奪戦においてGI初制覇を達成した[2]。
- 2016年7月3日、伊勢崎オートレースのトータリゼータエンジニアリング杯GII稲妻賞争奪戦において2回目のGII制覇を果たした。
- 2017年1月9日、伊勢崎オートレースのGI開場記念シルクカップにおいて2回目のGI制覇を果たした。
- 2017年6月4日、伊勢崎オートレースのGIムーンライトチャンピオンカップにおいて3回目のGI制覇を達成した。
- 2017年12月17日、伊勢崎オートレースのGI開場記念シルクカップにおいて4回目のGI制覇を果たした。
- 2018年7月1日、伊勢崎オートレースのGIムーンライトチャンピオンカップにおいて2連覇し、5回目のGI制覇を達成した。
- 2019年7月28日、伊勢崎オートレースのGIムーンライトチャンピオンカップにおいて3連覇を果たし、6回目のGI制覇を達成した。
- 2020年8月30日、川口オートレースのGIキューポラ杯において初優勝し、7回目のGI制覇を達成した。
- 2020年9月23日、山陽オートレースの特別GIプレミアムカップにおいて初優勝し、8回目のGI制覇を達成した。
- 2021年9月12日、伊勢崎オートレースのGIムーンライトチャンピオンカップにおいて9回目のGI制覇を達成した。
- 2022年7月3日、川口オートレースのGIキューポラ杯において10回目のGI制覇を達成した。

## 特徴
- 普通開催などのハンデレースではその鋭い追い込みを披露するが、SGなどのオープン戦になると自他共に認めるスタートの遅さがネックとなり、苦戦を強いられることが多い。
- 普段からスタートが遅いが、切れだすと波に乗り切れるようになることがある。
- 近況はスタートが早くなり、以前のような出遅れは見られなくなった。むしろ勝負所ではカマしてくる場面もあり、スタート巧者になりつつある。
- 2012年9月にGI初制覇を達成したムーンライトチャンピオンカップの優勝戦では、道中で1番人気の永井、篠原らを捌いての優勝であった。
- 2018年はSG準優勝が2回あり、SG初制覇へあと一歩のところへ来ていることから、今最もSGタイトルに近い男と言われている。